# Contea di Gannan
La contea di Gannan (甘南县S, GānnánP) è una contea della Cina, situata nella provincia di Heilongjiang e amministrata dalla prefettura di Qiqihar.